# Fibrado cotangente
Em topologia diferencial, o fibrado cotangente de uma variedade é um fibrado vetorial que une os duais dos espaços tangentes em cada ponto da variedade.